# Amazon Silk
Amazon Silk — веббраузер, розроблений Amazon. Він був запущений у листопаді 2011 року для Kindle Fire і Fire Phone, а версія Fire TV була запущена в листопаді 2017 року Про додавання Silk до Echo Show було оголошено на заході Amazon у вересні 2018 року
У браузері використовується розділена архітектура, де частина обробки виконується на серверах Amazon для покращення продуктивності завантаження веб-сторінок. Він заснований на відкритому проєкті Chromium, який використовує двигуни Blink і V8.

## Архітектура
Для кожної веб-сторінки Silk вирішує, які підсистеми браузера (мережа, HTML або рендеринг сторінки) запускати локально на пристрої, а які — віддалено на власних серверах Amazon EC2
Silk використовує протокол Google SPDY для прискорення завантаження вебсторінок. Silk покращує продуктивність SPDY для веб-сайтів, не оптимізованих для SPDY, якщо сторінки надсилаються через сервери Amazon. Деякі ранні рецензенти виявили, що хмарне прискорення не обов'язково покращує швидкість завантаження сторінок, особливо при швидших з'єднаннях або для простіших веб-сторінок.
Деякі організації, що займаються захистом конфіденційності, висловили занепокоєння тим, як Amazon пропускає трафік Silk через свої сервери, фактично діючи як постачальник послуг Інтернету для тих, хто користується браузером. У браузері Silk є можливість вимкнути серверну обробку Amazon. 26 липня 2016 року було повідомлено, що Silk блокує доступ до Google через HTTPS, але цю помилку було виправлено.
Silk працює з обліковим записом користувача Amazon пристрою Amazon, на якому працює Silk. Щоб отримати доступ до ресурсів з іншого веб-облікового запису, доступні зовнішні службові програми, наприклад, щоб використовувати закладки Chrome з настільного або мобільного веб-облікового запису.

## Ім'я
Amazon каже, що «шовкова нитка — це невидимий, але неймовірно міцний зв'язок між двома різними речами», і тому називає браузер Amazon Silk, оскільки він є зв'язком між Kindle Fire і серверами Amazon EC2.